# Keratella sancta
Keratella sancta är en hjuldjursart som beskrevs av Russell 1944. Keratella sancta ingår i släktet Keratella och familjen Brachionidae. Inga underarter finns listade i Catalogue of Life.